# Urbain Jean Faurie
Urbain Jean Faurie (Dunières, 1 de janeiro de 1847 — Formosa, 4 de julho de 1915) foi um botânico francês.